# Izaline Calister
Izaline Francisca Juanita Calister (née le 9 mars 1969) est une chanteuse et compositrice hollandaise de Curaçao.

## Biographie
Après avoir vécu dans son Curaçao natal pendant dix-huit ans, Izaline Calister déménage à Groningen, aux Pays-Bas, où elle étudie au Conservatoire Prince Claus.
La musique de Izaline Calister combine les influences Calypso de son Curaçao natal avec le jazz, créant un mélange unique de musique. Ces influences et caractéristiques musicales consistent en des rythmes, des danses et des chansons de l'île, qu'elle adapte et compose pour créer son propre style.
Chantant dans sa langue maternelle, le papiamento, Izaline Calister estime, qu'en tant que locutrice native d'une langue extrêmement rare et peu exposée à la communauté internationale, il est de son devoir d'être une ambassadrice de sa langue. Cependant, elle chante en cinq langues, avec une vaste collection d'album.

## Prix
- Prix Edison (2009) [5]